# Estado Soberano de Tolima

1863 Estado de Tolima

O Estado de Tolima foi um dos Estados da Colômbia.
Em 12 de julho de 1861, depois de levantar em armas contra o governo constitucional do presidente Mariano Ospina Rodríguez, o general Tomas Cipriano de Mosquera criou o Estado de Tolima, esculpido no Cundinamarca.
Em 1863 delimitou:
- Estado Soberano de Cauca no Sul e o Oeste.
- Estado Soberano de Antioquia no Norte.

## Subdivisões
Em 1861, o Mariquita (departamento) e o Neiva (departamento) foram separados do Estado Soberano de Cundinamarca para formar o Estado Soberano de Tolima.
Em 1869, o estado foi dividido em 3 departamentos, cada um em distritos:
- Centro (departamento da Colômbia) (capital Guamo).
- Norte (departamento da Colômbia) (capital Ibagué).
- Sur (departamento da Colômbia) (capital Neiva).